# Port lotniczy Kiwayu
Port lotniczy Kiwayu (IATA: KWY) – port lotniczy położony w Kiwayu, w Prowincji Nadbrzeżnej, w Kenii.

## Kierunki lotów i linie lotnicze
| Linia Lotnicza      | Kierunek                   |
| ------------------- | -------------------------- |
| Safarilink Aviation | 1. Manda 2. Nairobi-Wilson |